# 北本頓鎮區 (密蘇里州達拉斯縣)
北本頓鎮區（英語：North Benton Township）是位於美國密蘇里州達拉斯縣的一個行政鎮區。

## 地方資料
北本頓鎮區的面積為144.32平方千米，當中陸地面積為143.71平方千米，而水域面積為0.61平方千米。根據2020年美國人口普查的數據，當地共有人口3825人，而人口密度為每平方千米26.5人。